# Torre Nova (Peníscola)
La Torre Nova o Torre Nova de Cap d'Irta és una antiga fortificació defensiva situada al litoral de la serra d'Irta, al terme municipal de Peníscola (Baix Maestrat). És una de les tres fortificacions costaneres de la serra d'Irta, junt amb les torres de guaita Badum i la Ebrí.

## Ubicació
Està situada a la plana litoral de la serra d'Irta al paratge conegut com a Pla de l'Argilaga, al sud de la Torre Badum i de la platja del Pebret. Es troba al costat de les runes d'una antiga caserna de la Guàrdia Civil, junt a la cala Argilaga, entre els barrancs de la Torre Nova i la l'Escutxa.
S'hi pot arribar des de Peníscola pel camí del Pebret a vora mar, eixint des del sud del municipi. Així mateix, des d'Alcossebre també s'hi pot accedir a través d'un camí rural vorejant la mar.

## Història
Les primeres referències escrites daten de 1554, a les Ordenances del duc de Maqueda, on s'hi fa referència a la fortificació amb el nom de Torre Nova de Cap d'Irta. Posteriorment s'hi fa referència també a les ordenances de Vespasiano I Gonzaga l'any 1575, així com en documents militars posteriors al segle xviii.
El nom varia segons la documentació. Així doncs, rep els noms de Torre d'Alcoçer (1563), Torre de l'Escutxa (1585) i Torre de Cap d'Irta (1673). Al mapa de l'Institut Geogràfic Nacional (MNT25, 120199) de l'any 1910 ja hi apareix com a Torre Nova.

## Arquitectura
La torre forma un recinte de planta rectangular de 4,65 per 8,55 metres, amb fàbrica de maçoneria i cadirat a les cantonades. Abundants blocs de pedra llaurada procedents del desmantellament d'aquesta torre van ser reutilitzats en la construcció de la caserna de la Guàrdia Civil confrontant i en xicotetes construccions dels camps de l'entorn.
La planta de la fortificació es troba dividida en dos estances diferents, separades per un mur de 55 centímetres. Una d'elles, millor conservada, està coberta per una teulada lleugerament inclinada i compta amb els buits de dues portes. L'altra part, sense coberta, compta amb un forn rústic de pa adosat al mur.
Actualment es troba en avançat estat de ruïna i abandonada. Està catalogada com a Bé d'Interés Cultural per la Generalitat Valenciana.